# Crocodilaemus

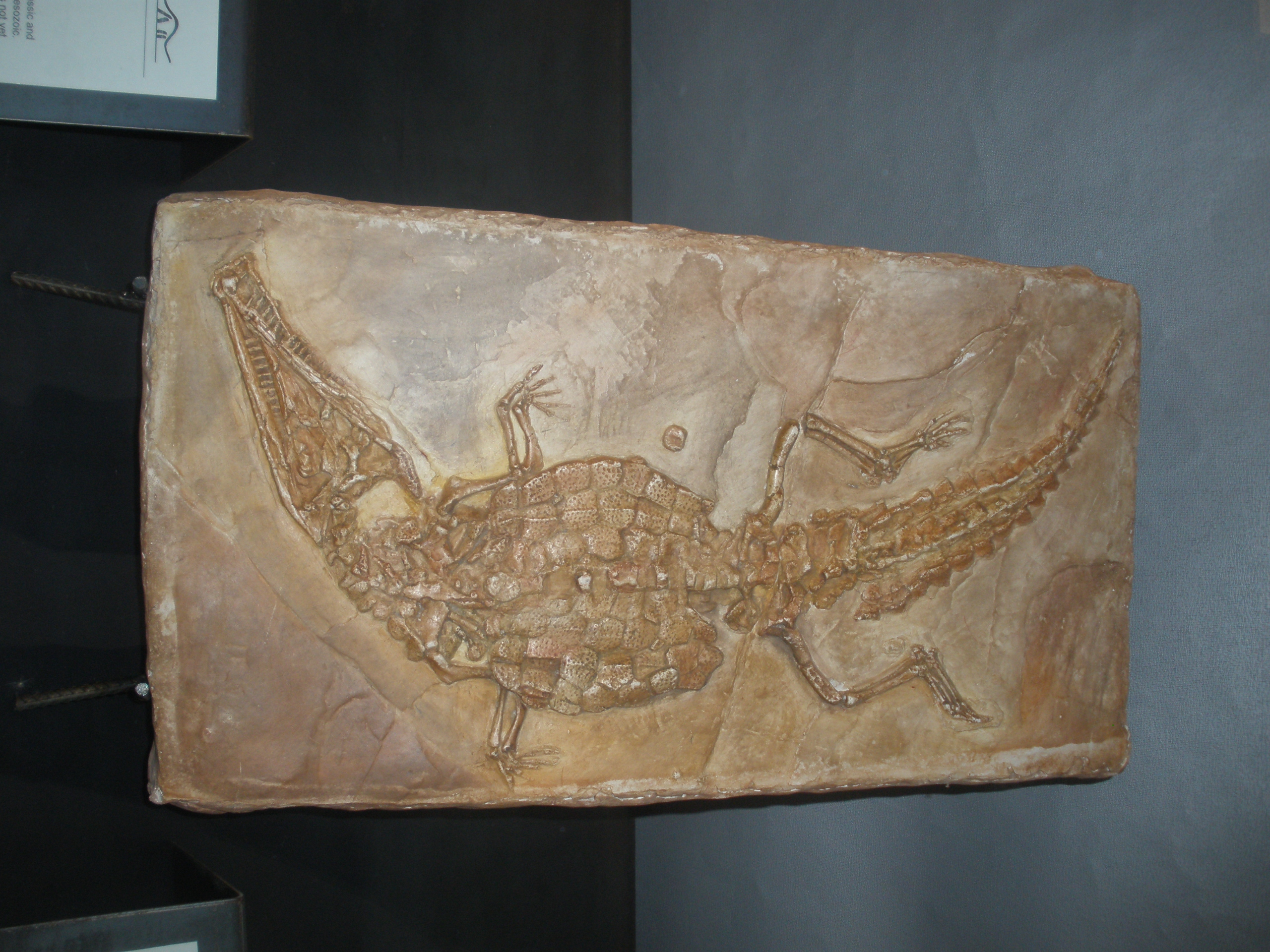
Crocodilaemus robustus

Crocodilaemus — вимерлий рід фолідозавридів мезоевкрокодилових. Скам'янілості були знайдені в Серін Лагерштетте у східній Франції і належать до пізнього кіммериджського віку. Середовище відкладень у Черіні того часу, як вважають, було дном лагуни, яка була оточена комплексом рифів, що з’явився, що є доказом мілкого тропічного моря, яке покривало більшу частину Західної Європи протягом юрського періоду.